# Vera Inber
Vera Michajlovna Inber (med kyrillisk skrift: Вера Михайловна Инбер), född Spenzer 10 juli 1890, Odessa, Kejsardömet Ryssland, död 11 november 1972, Moskva, Sovjetunionen, var en rysk författare.
Vera Inber kom från en borgerlig familj i Odessa. Hon vistades en tid i Paris.
Inber debuterade med dikter i symbolistisk stil. Under 1920-talet började hon skriva noveller och visade sig vara en känslig skildrare av barnens psyke. Hon är också känd för sina böcker från Leningrads belägring under andra världskriget.
Verk av Vera Inber brändes under bokbålen runt om i Nazityskland 1933.

## Verk översatta till svenska
- Platsen i solen ([översatt från tyska av] Marianne Gelotte, Norstedt, 1930) (Mesto pod solncem, 1928)
- Näktergalen och rosen: noveller (översättning Josef Riwkin och Daniel Brick), Bonnier, 1931)
- Gråt inte, Ninel! (översättning Ester och Josef Riwkin, Bonnier, 1933) (noveller ur Cuvstvo loktja, Tak nacinaetsja den' och Solovej i roza)
- "Lägenheten nr 32" och "Maja" (översättning Karina Windfeld-Hansen och Gunnar Tengberg). I antologin Fjorton moderna ryska noveller (Steinsvik, 1944), s. 84-108
- Månens död: noveller (översättning Vladimir Semitjov, Bonnier, 1945)
- Dagbok från Leningrad (översättning Vladimir Semitjov, Bonnier, 1946) (Pocti tri goda)
- ”Gråt inte, Ninel!” och ”Svenska gardiner” (översättning Hans Björkegren och Victor Bohm). I antologin ”Ryska noveller” Gebers, 1960.
- En plats i solen (översättning Staffan Dahl, Tiden, 1967) (Mesto pod solncem, 1928)